# Структурная инженерия

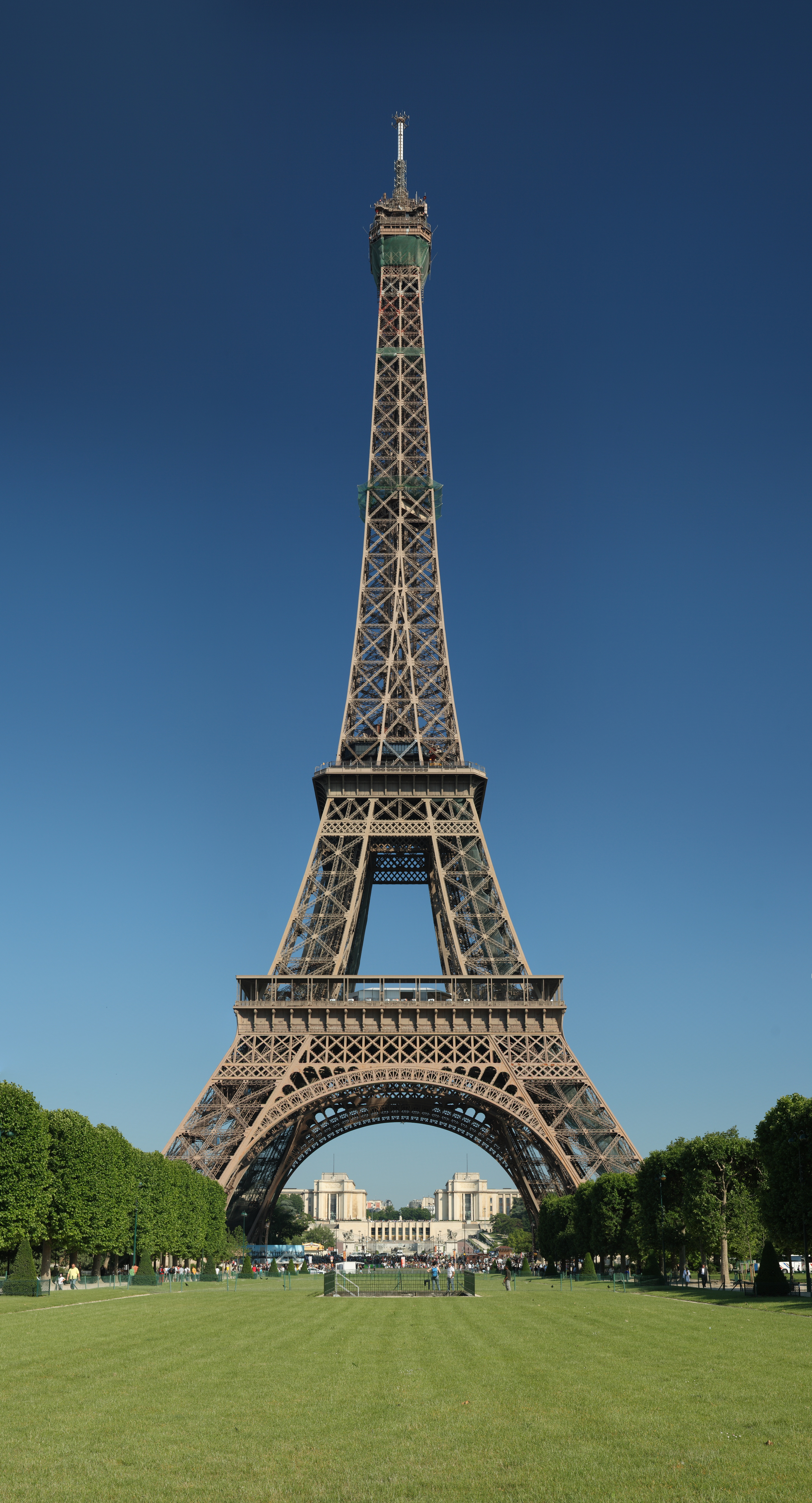
Эйфелева башня — один из самых известных примеров структурной инженерии.

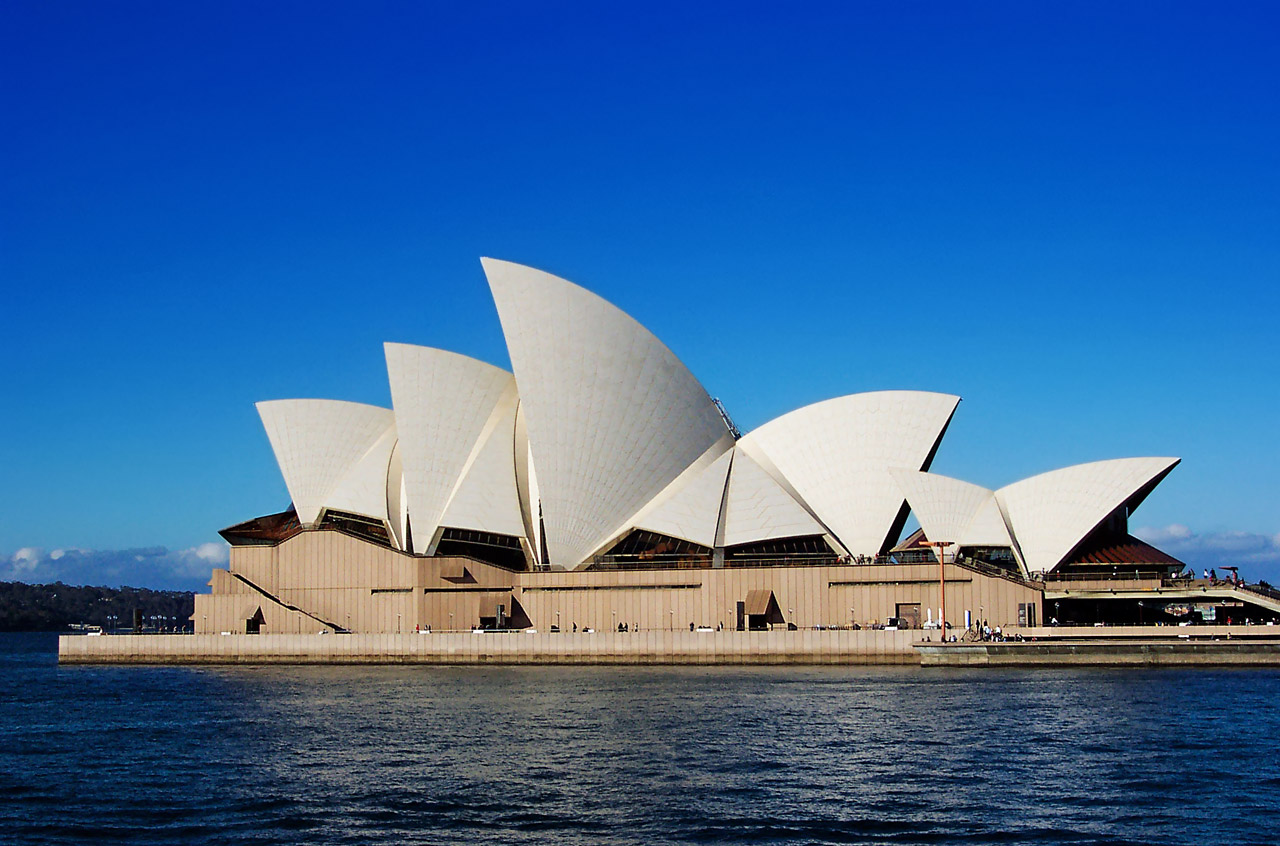
Сиднейский оперный театр

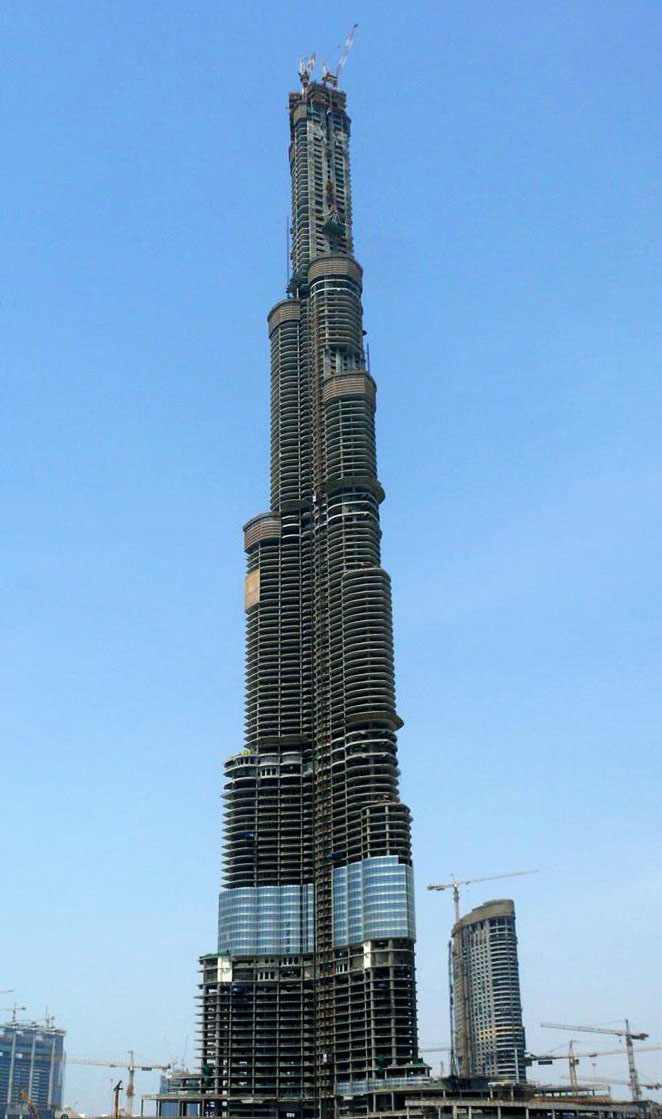
Небоскрёб Бурдж-Халифа строится в Дубае

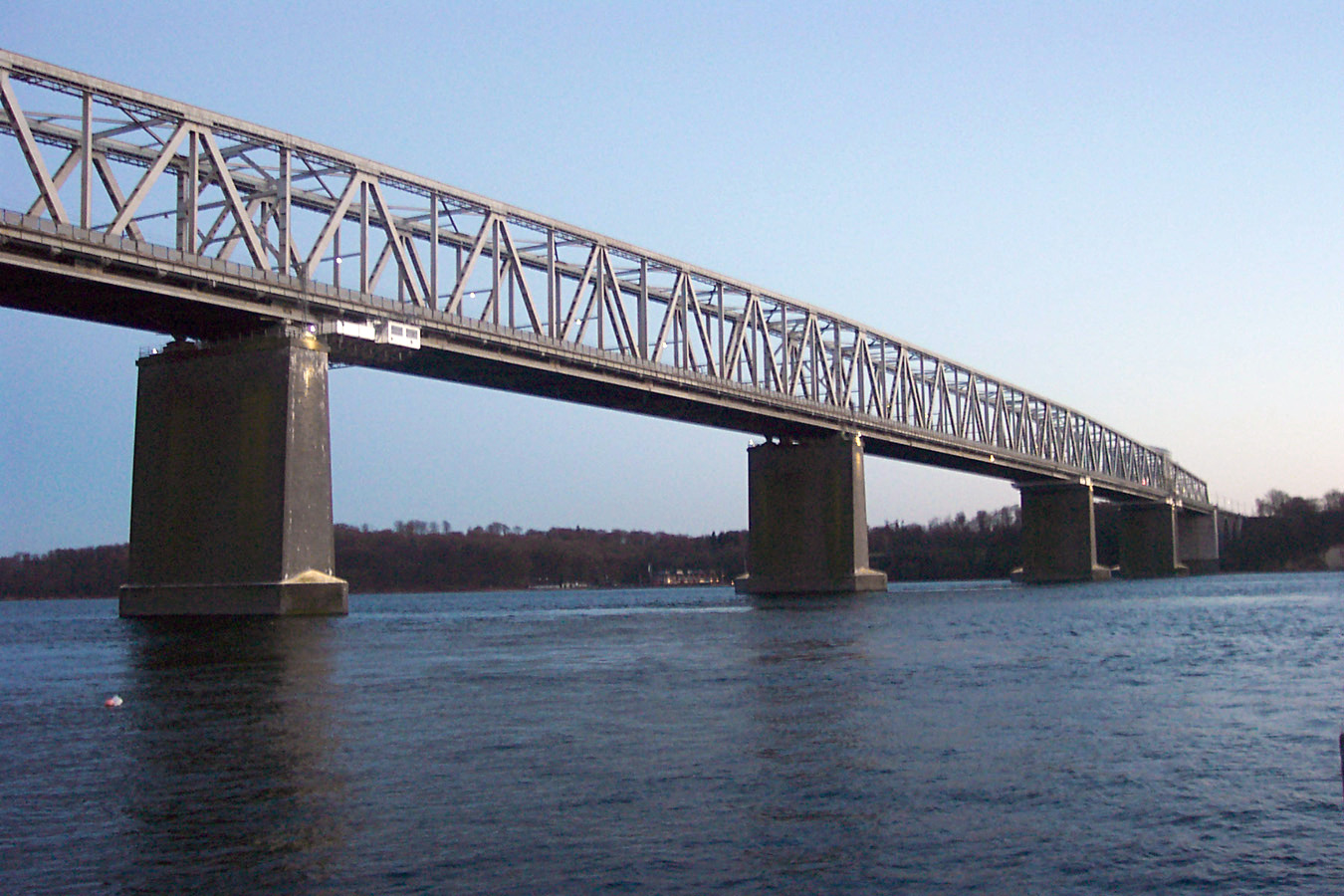
Старый мост через пролив Малый Бельт в Дании

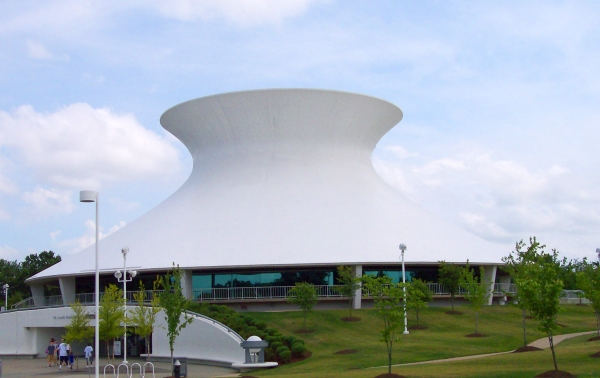
Планетарий Мак-Доннелл в Сент-Луисе

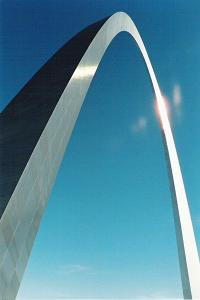
Ворота Запада в Сент-Луисе

Структу́рная инжене́рия (англ. structural engineering) — научная (инженерная) дисциплина, занимающаяся анализом и предсказанием свойств конструкции на основании известных свойств её компонентов (структурных элементов). 

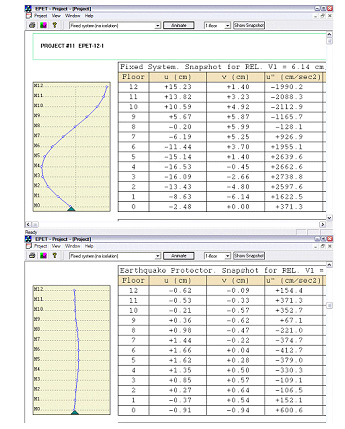
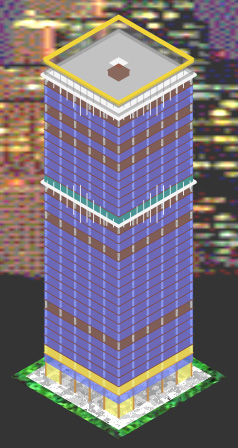
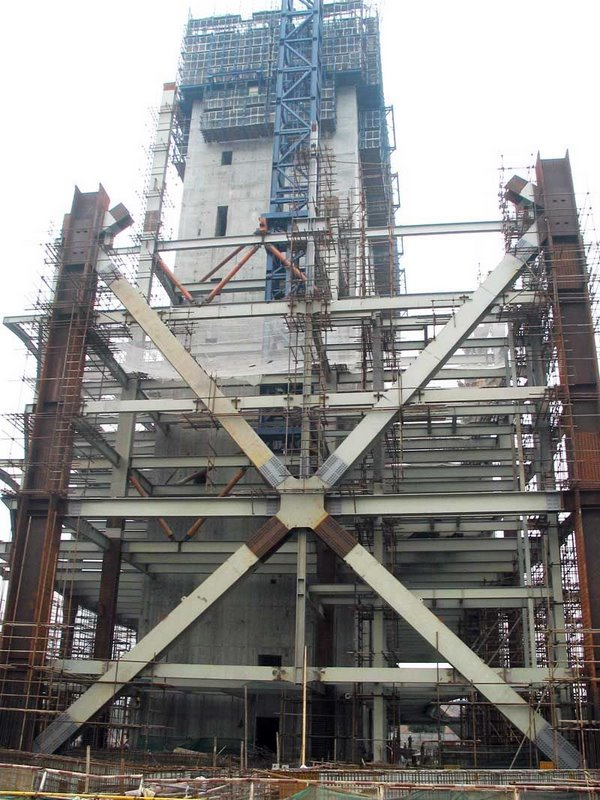

Как раздел строительного дела структурная инженерия связана с проектированием и возведением больших зданий и сооружений (например, мостов, заводов, башен, стадионов). В задачи структурной инженерии входят в том числе изучение свойств материалов, оценка будущих нагрузок на конструкцию и нахождение наиболее оптимального баланса между архитектурными и функциональными достоинствами сооружения, а также будущими ремонтно-эксплуатационными затратами.

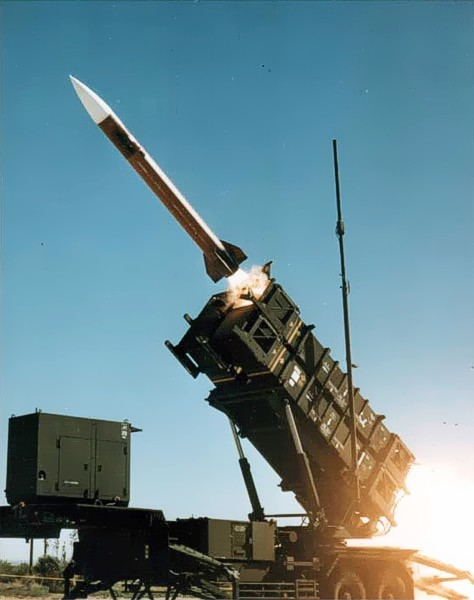
Структурное проектирование очень нужно для строительства ракет

Структурная инженерия может использоваться в проектировании механических, аэрокосмических и наноразмерных конструкций, а также может применяться в медицине (для изготовления медицинского оборудования, его проектирование требует глубокого понимания структурной инженерии).
Теория структурной инженерии основана на прикладных физических законах и эмпирических знаниях о структурных характеристиках различных материалов и геометрии. Проектирование конструкций использует ряд относительно простых конструктивных элементов для построения сложных структурных систем. Инженеры-конструкторы несут ответственность за творческое и эффективное использование средств, структурных элементов и материалов для достижения этих целей.

## Эволюция
Структурное проектирование восходит к 2700 г. до н.э., когда Имхотеп, первый в истории известный по имени инженер, построил ступенчатую пирамиду фараона Джосера. Пирамиды были наиболее распространенными крупными структурами, построенными древними цивилизациями, потому что структурная форма пирамиды по своей природе стабильна и может быть почти бесконечно масштабирована (в отличие от большинства других структурных форм, которые не могут быть линейно увеличены в размерах пропорционально увеличению нагрузки).
Обелиски в Египте тоже имели структуру и ставились в специальные ямки.
Структурная стабильность пирамиды, хотя и достигается главным образом благодаря её форме, зависит также от прочности камня, из которого она построена, и её способности выдерживать вес камня над ней. Известняковые блоки часто отбирались из карьера вблизи места строительства и имеют прочность на сжатие от 30 до 250 МПа (МПа=Па*10^6). Следовательно, структурная (конструкционная) прочность пирамиды проистекает из материальных свойств камней, из которых она была построена, а не из геометрии пирамиды.
На протяжении всей древней и средневековой истории большая часть архитектурного проектирования и строительства выполнялась ремесленниками, такими как каменщики и плотники, которые стали мастерами-строителями. Теории структурной инженерии пока не существовало, и понимание того, как эти структуры создавались, было чрезвычайно ограниченным и основывалось почти полностью на эмпирических данных о «том, что работало раньше». Знания удерживались гильдиями и редко вытеснялись достижениями. Структуры были повторяющимися, и увеличение масштаба было постепенным.
Не существует записей о первых расчётах прочности элементов конструкции или поведения конструкционных материалов, но профессия инженера-строителя действительно сформировалась только после промышленной революции и переосмысления бетона. Физические науки, лежащие в основе структурных разработок начали развиваться в эпоху Возрождения и с тех пор превратились в компьютерные науки, впервые появившиеся в 1970-х годах.

## Структурное строительное проектирование
Структурное строительное проектирование (структурная строительная инженерия, проектирование зданий и сооружений) включает в себя всё структурное проектирование, связанное с проектированием зданий и сооружений. Это отрасль структурного проектирования, тесно связанная с архитектурой.
Сегодня структурное строительное проектирование (структурная строительная инженерия), наряду с архитектурной инженерией, является одним из самых распространённых направлений в строительстве и архитектуре.

## Конструкционная прочность
Конструкционная прочность (англ. structural strength) — понятие в структурной инженерии и механике, одна из характеристик зданий и сооружений. Обозначает прочность материала конструкции с учётом конструкционных, технологических и эксплуатационных факторов. Конструкционная прочность может определяется четырьмя основными критериями: механической жёсткостью конструкции, прочности материала, надёжностью и долговечностью конструкции.
Высокая прочность сама по себе ещё не является достаточным показателем качества материала и его пригодности для изготовления той или иной конструкции. Для обеспечения работоспособности материала необходимо сочетание достаточно высоких показателей прочности, пластичности, низкого значения температурного порога хрупкости и тому подобное. В связи с этим, в современной технике вместе с показателями прочности, полученными при стандартных испытаниях образцов, которые являются характеристикой так называемой общей прочности материала, используют такое понятие, как конструкционная прочность, под которым понимают комплекс показателей, определяющих работоспособность материала в конкретной конструкции при данных условиях эксплуатации. 
Общими принципами выбора критериев для оценки конструкционной прочности является аналогия вида напряжённого состояния в испытательных образцах и изделиях;
условий испытания образцов и условий эксплуатации (температура, среда, порядок погрузки и т.д.), а также характера разрушения и вида разрушения в образце и изделии.
В результате механических испытаний стандартизированных образцов материалов с использованием испытательных машин получают следующие характеристики:
- силовые (граница пропорциональности, предел упругости, предел текучести, предел прочности, предел длительной прочности, предел выносливости)
- деформационные (относительное удлинение, относительное сужение)
- энергетические.

Все они характеризуют общую прочность материала независимо от назначения конструкции и условий эксплуатации. Высокие эксплуатационные характеристики детали могут быть обеспечены при условии учёта всех особенностей, имеющих место в процессе работы детали, и определяют её конструкционную прочность.
Конструкционная прочность — это сложное понятие, содержит как характеристики самого материала, так и надёжность и долговечность его работы в реальной конструкции. Несоответствие между конструкционной прочностью и прочностью материала, определённая на образце с использованием испытательных машин, зависит от:
- формы и размеров детали;
- различных механизмов разрушения материала детали;
- состояния материала в поверхностных слоях детали;
- анизотропии свойств материала;
- характеристик среды, контактирующей с поверхностями детали и тому подобное.

Конструкционную прочность оценивают на основе расчётов, используя методы теории упругости, пластичности, ползучести и выносливости материалов, методы механики разрушения. Прибегают и к экспериментальным исследованиям. Конструкционная прочность — одна из основных характеристик конструкционных материалов в структурной инженерии.
Конструкция здания строится главным образом за счёт творческого манипулирования материалами и формами, а также основополагающими математическими и научными идеями для достижения цели, которая отвечает ее функциональным требованиям и является структурно безопасной, когда она подвергается всем нагрузкам, которые она может ожидать. Это немного отличается от архитектурного дизайна, который обусловлен творческим манипулированием материалами и формами, массой, пространством, объёмом, текстурой и светом для достижения эстетического, функционального и часто художественного результата.
Архитектор, как правило, является ведущим проектировщиком зданий, а структурный инженер работает в качестве субконсультанта. Степень, в которой каждая дисциплина фактически ведёт проект, сильно зависит от типа структуры. Многие конструкции структурно просты и управляются архитектурой, такие как многоэтажные офисные здания и жилые помещения, в то время как другие конструкции, такие как растяжимые конструкции, сильно зависят от их формы в отношении их прочности, и инженер может иметь более существенное значение во влиянии на форму.
Конструкция здания должна обеспечивать, чтобы оно могло безопасно стоять, функционировать без чрезмерных прогибов или движений, которые могут вызвать усталость элементов конструкции, растрескивание и поломку арматуры или перегородок, дискомфорт для поселившихся. Структурный инженер должен учитывать движения и силы, вызванные температурой, растрескиванием и нагрузками. Он также должен гарантировать, что конструкция может быть построена практически в пределах допустимых производственных допусков материалов. Структурный дизайн современного здания может быть чрезвычайно сложным, и для его завершения часто требуется большая команда.
Структурно-инженерные специальности для зданий включают в себя:
- Фасадное проектирование
- Кровельные работы
- Инженера по башенной технике
- Инженера по ветровой технике